# Jsem rád, že se konečně vracím domů
Jsem rád, že se konečně vracím domů (rusky Я очень рад, ведь я наконец возвращаюсь домой, známá jako Trololo) je vokalizovaná píseň, kterou v roce 1966 složil Arkadij Iljič Ostrovskij. V přednesu sovětským barytonistou Eduardem Chilem, nahraným televizí v roce 1976 a zveřejněným koncem roku 2009 na serveru YouTube, se stala internetovým memem nejdříve v anglosaském prostředí a posléze i na ruskojazyčném internetu.

## Historie
Historie vzniku písně není zcela jasná. Eduard Chil vzpomínal, že pro píseň byl původně napsaný text – v písni se zpívalo o muži, který na svém koni jede tisíc mil prérií za svou milou Mary, která mu zatím plete punčochy. Protože ale text s americkou tematikou nebylo v té době možné z důvodu cenzury publikovat, rozhodli se Chil s Ostrovským píseň zpívat beze slov jako vokalízu. Syn skladatele Arkadije Ostrovského Michail ovšem uvádí jinou verzi vzniku písně. Říká, že text písně nikdo nezakázal. Jeho otec měl složit píseň v době, kdy se hašteřil s básníkem Lvem Ošaninem. Ošanin tvrdil, že text písně je to hlavní a skladatel nemůže píseň bez textu složit. Na ta slova mu Ostrovský odpověděl, že jeho verše nepotřebuje a obejde se bez nich.
Chil vyprávěl, že vzhledem k absenci slov mohl zpívat píseň v jakémkoli jazyce. Když přijel do Německa, říkal publiku, že bude zpívat německy a lidé si mysleli, že tomu tak opravdu bude. Čekali, kdy skončí nekonečné la-la-la v první sloce, poté v druhé a na začátku třetí se začínali smát. V Nizozemsku říkal, že bude zpívat nizozemsky… Záznam písně, který se později proslavil na internetu, byl pořízen na vystoupení ve Švédsku.
Chil nebyl prvním interpretem této písně; v různých dobách ji zpívali pěvci jako Muslim Magomajev, Valerij Obodzinskij či maďarský zpěvák János Koós. Verze písně, již zpíval Koós, byla ovšem opatřena částečně textem. Píseň se v interpretaci Valerije Obodzinského objevila i v animovaném filmu Я встретил вас režiséra Anatolie Aljaševa.

## Internetová popularita

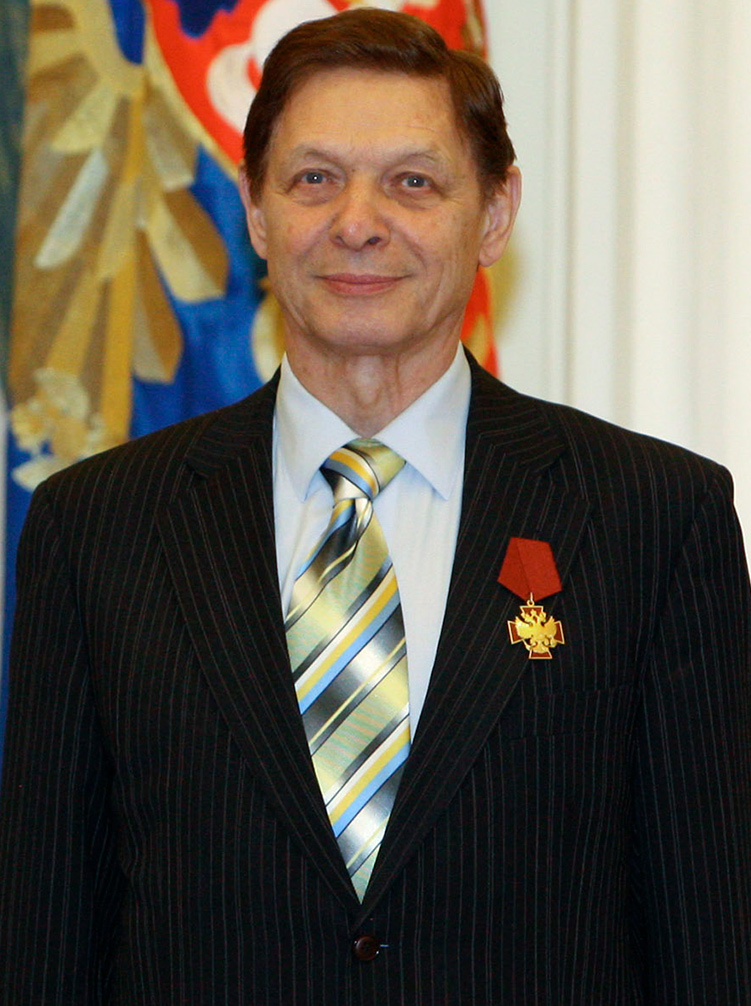
Eduard Chil roku 2009

Koncem roku 2009 se na internetu objevil klip písně Jsem rád, že se konečně vracím domů v interpretaci Eduarda Chila. Chil byl za sovětské éry popovou hvězdou. Po rozpadu Sovětského svazu však začala jeho kariéra upadat. Po mnoha letech se však nečekaně opět dostal do povědomí veřejnosti a stal se internetovou hvězdou. Klip s jeho vystoupením zaznamenal během několika málo měsíců několik miliónů zhlédnutí. Pro píseň se vžil název Trololo song (trololo je onomatopoeia výrazného způsobu, jakým zpěvák vokalizuje píseň) a sám Chil získal na internetu přezdívku The Trololo Man či Mr Trololo. Oblečený v hnědém dvouřadém obleku se žlutou kravatou a širokým úsměvem předvádí bezstarostnou chůzi kolemjdoucího a zpívá píseň beze slov. Když Stephen Colbert přehrál klip jako životabudič posluchačům ve svém pořadu The Colbert Report, nebylo zřejmé, zda se Chilovi noví fanoušci smáli jemu nebo spolu s ním. Rakouský oskarový herec Christoph Waltz předváděl parodii Chilova vystoupení, již nazval Der Humpink, v pořadu Jimmy Kimmel Live a Craig Reucassel v australské televizi v zábavném pořadu The Chaser.
Fenomén Trololo znovu probudil zájem o Chilovu pěveckou kariéru – nejen o jeho vokalizované představení – i v jeho vlasti. Ruské televizní stanice vysílaly interview se zpěvákem, byla založena Facebooková stránka Trololololololololololo!! a petice vyzývající zpěváka k podniknutí světového turné. Najít důvody tohoto celosvětového, i když pozdního úspěchu není snadné. Vystoupení působí trochu bláznivě, ale přitom nenuceně a vesele, v neposlední řadě díky výrazné Chilově mimice, zvláštní nehezké hnědavé dekoraci a obleku, který, jak vyprávěl reportérovi ruské televize, získal ve Švédsku výměnou za Matrjošku a samovar. Podle Alexeje Goreslavského, ředitele internetových projektů ruské agentury Interfax, jde o zajímavý příklad rychlého sdílení informací na internetu. Lidé najdou něco zajímavého na internetu a chtějí se podělit s přáteli. Pak se stane, že něco takového přijde jakoby z ničeho nic, a najednou se zdá být všude. O nové popularitě své písně se Eduard Chil dozvěděl od svého vnuka. Podle svého syna Dmitrije nesledoval internet a domníval se, že náhlá pozornost je důsledkem nějakého vtipu, že si z něho někdo dělá blázna. Pořád se ptal, kde byli všichni tito novináři před 40 lety. Pak ale na situaci reagoval pozitivně a parodiemi svého vystoupení se necítil uražen. Nejvíce se mu líbila parodie Christophera Waltze s odůvodněním, že málokomu se stane, aby ho parodoval oskarový herec. Oceňoval, že nejenže dobře parodoval jeho interpretaci, ale že věnoval pozornost i dekoraci. K realizaci zahraničního turné se ale stavěl skepticky.